# Masalia albirosea
Masalia albirosea là một loài bướm đêm trong họ Noctuidae.